# Дольники
До́льники — у Давній Русі категорія селян, які сплачували землевласникові-феодалові певну частку (долю) врожаю зі свого господарства. Здольщина була однією з форм феодальної експлуатації і являла собою натуральну ренту. Розмір ренти залежав від рівня розвитку феодальних відносин і опору селян феодалам. Іноді натуральна рента досягала такого розміру, що селянин змушений був віддавати не тільки додатковий, а й необхідний продукт (до 2/3 врожаю). Це призводило до деградації селянського господарства та економічного занепаду. Звичайною нормою ренти була половина врожаю («половинщина»). З цим пов'язане виникнення назви «половники».